# Szaman

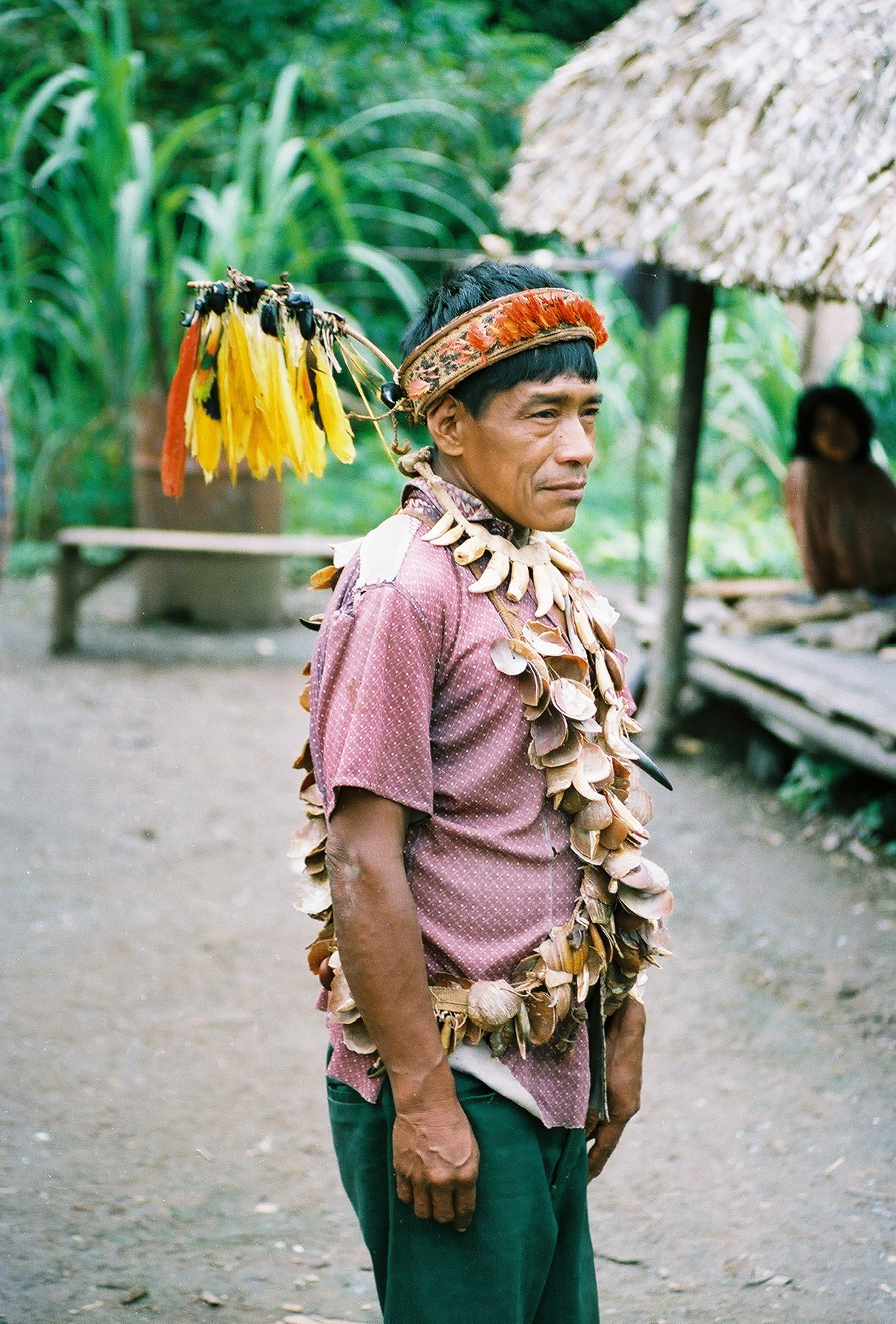
Szaman Urarina, 1988

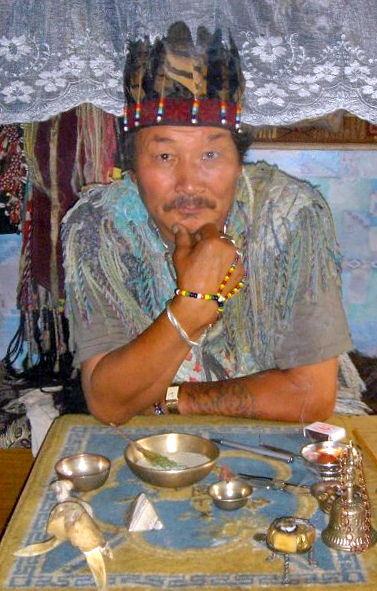
Szamański doktor z Kyzyłu.

Szaman – osoba pełniąca funkcję religijną, polegającą na sformalizowanej i instytucjonalnej więzi ekstatycznej z istotami nadludzkimi (duchami przodków lub demonami).
Dzięki badaniom etnologii oraz religioznawstwa wiadomo, że fenomen szamaństwa, dawniej kojarzony prawie wyłącznie z obszarem środkowej Syberii (Tunguzi, Buriaci), był obecny w wielu innych systemach wierzeń na wszystkich kontynentach. Wielka zasługa w badaniach szamanizmu przypada Mircei Eliademu.
Słowo „szaman” pochodzi z języka wschodniosyberyjskich Ewenków, dawniej Tunguzów. U Mandżurów występuje jako sama, a u Goldów siaman. Czasownik sa, od którego pochodzi to słowo, odpowiada polskiemu wyrazowi „znachor” lub „wiedźma”.
Funkcja szamańska cechuje się czterema cechami konstytutywnymi:
- Szaman działa poprzez ekstazę. Polega ona na wejściu w trans poprzez rytmikę tańca lub uderzania w bębenek, podczas którego szaman doznaje duchowego opuszczenia własnego ciała. Pozwala mu to na wejście w kontakt ze światem nadludzkim, podjęcie podróży do nieba, bądź zejście do świata podziemnego, napotkania duchów opiekunów, zaprzyjaźnionych bądź też wrogich, i wykonania swej misji[4].
- Szaman posiada więzi na „tamtym świecie”. Siła szamana polega na posiadaniu właściwych układów z potężnymi i wpływowymi w zaświatach duchami[5]. Walcząc z niektórymi z nich, szaman wspiera się sojuszami z innymi. Dlatego też szamanem nie jest ten, kto chce, lecz ten, który został przez duchy wybrany i wprowadzony w „tamten świat”.
- Szaman jest trwałym elementem życia społecznego, jego instytucja jest nieodzowna dla jego wspólnoty. Dzięki inicjacji szaman posiada właściwą wiedzę, potrzebną w trudnych sytuacjach, gdy musi wyruszać w zaświaty, aby pomóc jednostkom bądź całej swej wspólnocie[6].
- Szaman działa z pobudek altruistycznych. Na ogół jego dwie najważniejsze funkcje to:
  - odprowadzanie umarłych w zaświaty – umarli potrzebują opieki w swej ostatniej drodze, gdyż zanim dojdą do jej końca, czyhają na nich wielkie niebezpieczeństwa; szaman przeprowadza dusze zmarłych przez zaświaty, do bram ich miejsca odpoczynku[7];
  - przywracanie zbiegłej duszy osobom chorym – choroba jest na ogół wywołana odejściem duszy, bądź wyniszczaniem duszy przez złego ducha; rola szamana polega na odnalezieniu duszy błąkającej się w zaświatach i sprowadzeniu jej do chorego, ewentualnie pokonaniu złych, nieprzychylnych i szkodzących jej duchów[8].

Osoba szamana, jego atrybuty i rytuały z nim związane różnią się w zależności od epoki, regionu i kultury. Na ogół jednak jego stałymi atrybutami są symbole transu i tańca (bębenek), oś, po której symbolicznie wchodzi w różne światy, znajdujące się na Drzewie Kosmicznym, oraz ubiór naznaczony zdolnościami lotów ekstatycznych (np. pióra).
Instytucja szamana – szamanizm – nie stanowi religii, jest natomiast bardzo częstym elementem wierzeń animistycznych.
Do początku XX wieku szamanizm był powszechnie praktykowany przez wszystkie ludy tubylcze Syberii. Po rewolucji październikowej rozpoczęła się eksterminacja szamanów, wyplenianie dawnych wierzeń u ludów syberyjskich, budowanie szkół i szpitali, które miały zapełnić lukę po zniknięciu szamana. Szamanizm był praktykowany tylko w najtrudniej dostępnych rejonach kraju. Kilkanaście lat temu szamani zaczęli się ponownie ujawniać, ale pozostało ich niewielu, a wiele obrzędów i tradycji zniknęło bez śladu.